# Musée national d'Haïti
Le musée national d'Haïti est un musée situé à Port-au-Prince en Haïti.

## Présentation
Construit en 1938, le bâtiment du musée est situé en bordure de la route nationale n°1 dans le quartier de Montrouis.
Le musée national abrite des informations et des artefacts couvrant l'histoire d'Haïti depuis l'époque des Indiens Arawaks et Taïnos jusqu'aux années 1940.
Il expose des peintures murales montrant le traitement des Indiens par les Espagnols et le traitement des esclaves africains par les Français.
Il existe également des objets liés aux empereurs d'Haïti, notamment le pistolet avec lequel le roi Henri Christophe s'est suicidé.

## Galerie

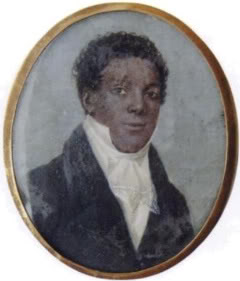
Portrait de Placide Louverture, fils adoptif de Toussaint Louverture.